# Semperoper

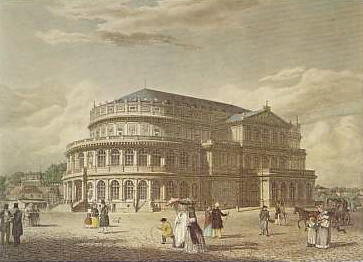
De eerste Semperoper in 1841

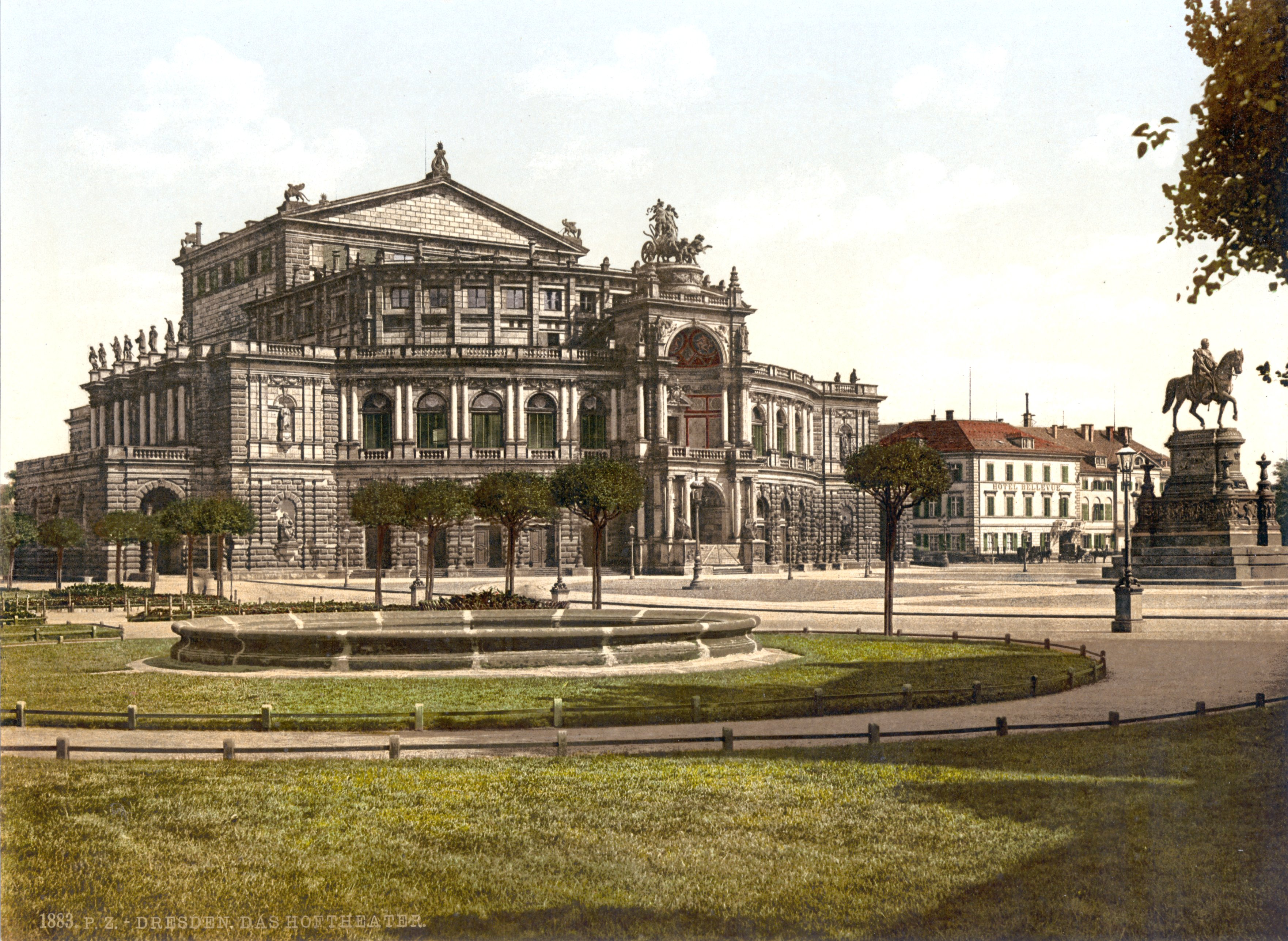
De tweede Semperoper in 1900

De Semperoper in de Duitse stad Dresden heeft als hof- en staatsopera van Saksen een lange historische traditie. De opera heet officieel Sächsische Staatsoper, de naam Semperoper verwijst naar de architect, Gottfried Semper. Het orkest van de Semperoper is de Staatskapelle Dresden. De Semperoper ligt aan de Theaterplatz. 

## De eerste Semperoper
In 1838 begon architect Gottfried Semper met de bouw van de eerste Koninklijke Staatsopera. Op 12 april 1841 werd de opera geopend met Goethes toneelstuk Torquato Tasso en Carl Maria von Webers Jubel Ouverture. In mei 1849 was er, net zoals in veel andere Europese steden, een opstand in Dresden. De opstand werd door militairen uit Pruisen en Saksen bloedig neergeslagen. Omdat ze achter de ideeën van de opstandelingen stonden, moesten Gottfried Semper en Richard Wagner de stad ontvluchten. In 1869 werd de eerste Semperoper door brand verwoest nadat bouwvakkers op zolder onvoorzichtig gewerkt hadden. Binnen zes weken werd er een houten noodgebouw opgericht waar van 1869 tot 1878 voor 1800 toeschouwers opvoeringen plaatsvonden.

## De tweede Semperoper
Op 26 april 1871 begon men met de bouw van de tweede Koninklijke Staatsopera. Verantwoordelijk voor de bouw was de zoon van Gottfried Semper, Manfred Semper. Op 2 februari 1878 werd de nieuwe opera met Webers Jubelouverture en Goethes Iphigenie auf Tauris heropend. Op 31 augustus 1944 werd de Semperoper gesloten. Bij het bombardement van Dresden in de nacht van 13 op 14 februari 1945 werd de Semperoper compleet verwoest.

## De wederopbouw

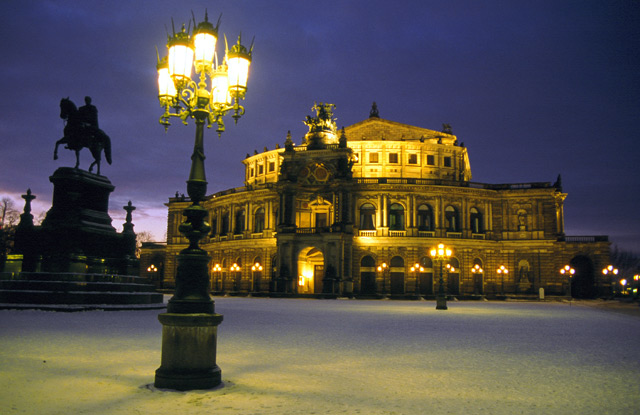
De Semperoper in 1999

Tussen 1952 en 1956 werden eerst de buitenmuren van het gebouw weer opgebouwd om later heropbouw mogelijk te maken. In de jaren 70 besloot men na lange discussies tot reconstructie van het oorspronkelijke gebouw. De zaal werd echter iets vergroot en na de verbouwing waren er nog maar 1300 in plaats van 1600 zitplaatsen. Dit was nodig omdat het toneel 12 meter breder werd gebouwd zodat moderne toneeltechnieken toegepast kon worden. In 1977 werd de eerste steen voor de wederopbouw gelegd. Na 8 jaar bouwen werd de Semperoper op 13 februari 1985 heropend. Opgevoerd werd Webers opera Der Freischütz. Na die Wende werd de Semperoper verbouwd. De musici kregen meer plaats en de orkestruimte werd vergroot van 105 naar 140 vierkante meter. Hiervoor werd de eerste rij met zitplaatsen verwijderd. Dit werd echter zo geconstrueerd dat bij kleinere orkesten de eerste rij weer neergezet kan worden. Op 3 oktober 1996 werd de nieuw ingerichte zaal geopend.

## De overstroming in augustus 2002

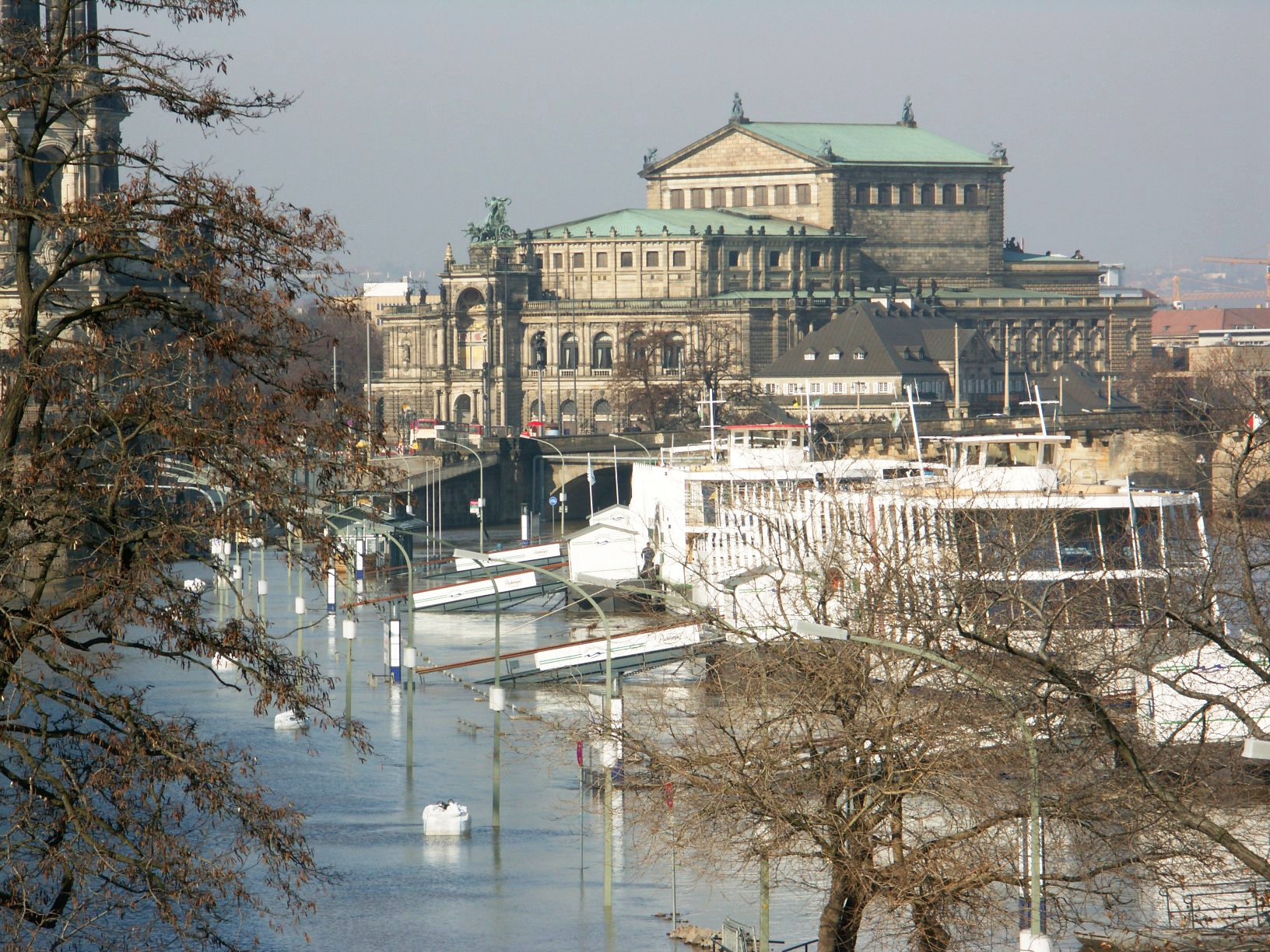
De overstroming in 2002

Tijdens de overstroming in 2002 waarbij vele steden aan de Elbe getroffen werden, lag de Semperoper ook in het overstromingsgebied. Op 13 augustus was er geen redden meer aan. Toch bleef een brandweereenheid water wegpompen, wat waarschijnlijk enorme schade heeft voorkomen. Het restaurant in de kelder werd compleet door het water verwoest. Ook werden kostuums, decors, muziek en instrumenten zwaar beschadigd. Het toneel zelf en de oefenzalen en balletzalen bleven onbeschadigd. Na uitgebreide technische reparaties werd de Semperoper op 9 november 2002 weer gedeeltelijk geopend voor producties die geen ingewikkelde machinerie nodig hadden. De totale schade bedroeg 27 miljoen euro.